# (323) Брюсия
(323) Брюсия (англ. Brucia) — астероид, относящийся к группе астероидов пересекающих орбиту Марса и принадлежащий к светлому спектральному классу S. Брюсия была открыта 22 декабря 1891 года немецким астрономом Максом Вольфом в обсерватории Хайдельберга и названа в честь известного американского мецената и покровительницы астрономии Кэтрин Брюс.Она пожертвовала $10,000 для строительства телескопа, используемого Вольфом. Это был первый из более чем 200 открытых им астероидов, который, кроме того, стал первым астероидом, открытым методом астрофотографии, пионером которого являлся Вольф.

Орбита астероида Брюсия и его положение в Солнечной системе
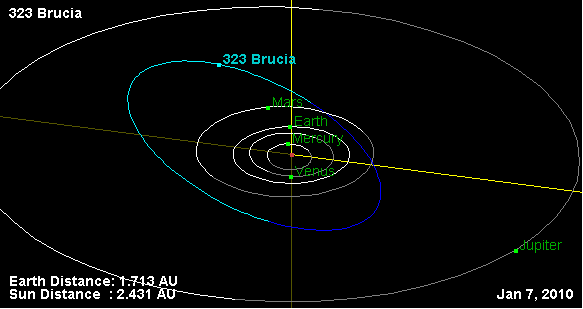
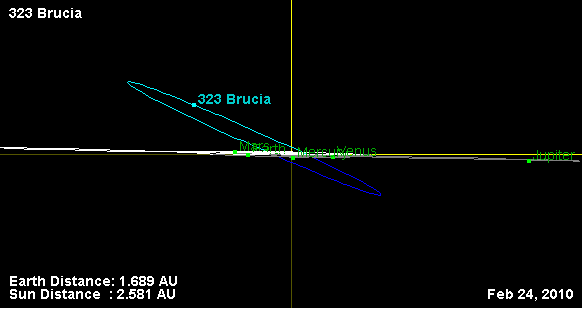
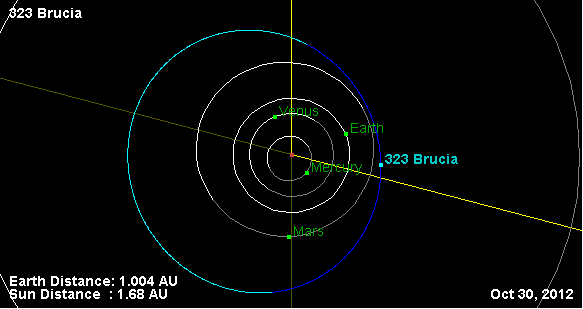